# 2401 Аеліта
2401 Аелі́та (1975 VM2, 1954 CP, 1957 WC, 1978 JS1, 2401 Aehlita) — астероїд головного поясу, відкритий 2 листопада 1975 року.
Тіссеранів параметр щодо Юпітера — 3,331.